# Stazione di Aosta Istituto
Stazione di Aosta Istituto vasútállomás Olaszországban, Valle d’Aosta régióban, Aosta településen.

## Vasútvonalak
Az állomást az alábbi vasútvonalak érintik:
- Aosta–Pré-Saint-Didier-vasútvonal

## Kapcsolódó állomások
A vasútállomáshoz az alábbi állomások vannak a legközelebb: 
- Stazione di Aosta Viale Europa
- Stazione di Aosta